# Копыл (приток Козинки)
Копыл — река в России, протекает в Первомайском районе Ярославской области; левый приток реки Козинка. Сельские населённые пункты около реки: Перехожево, Коза, Закопылье; напротив устья — Заречье. К западу от реки в среднем течении находится урочище Перещенка.